# Nachwuchs-Basketball-Bundesliga
Die Nachwuchs Basketball Bundesliga (NBBL) ist die höchste deutsche Basketballliga für Spieler im Alter von unter 19 Jahren. Sie wurde 2006 als ein Gemeinschaftsprojekt der Basketball-Bundesliga, der 2. Basketball-Bundesliga und des Deutschen Basketball Bunds gegründet. Der Schwerpunkt dieser Liga liegt nach eigener Aussage darin, dem nationalen Jugendbasketball eine professionelle, bundesweite Struktur zu geben.

## Geschichte
Die NBBL wurde in der Saison 2006/07 als ein Gemeinschaftsprojekt der Basketball-Bundesliga, der 2. Basketball-Bundesliga und des DBB gegründet. Für die erste Saison hat ein Ligaausschuss unter DBB-Vizepräsident Ingo Rolf Weiss 32 Teams ausgewählt. Insgesamt lagen 37 Mannschaftsmeldungen bis zum Stichtag im März 2006 vor. Seit Ende 2006 wird die Liga von der „Gemeinnützigen Gesellschaft zur Förderung des deutschen Nachwuchsbasketballs“ betrieben.
Seit der 2007/08 nehmen nicht mehr alle Mannschaften an den Play-offs teil, sondern lediglich die ersten vier Teams der jeweiligen Divisionen. Die jeweils letzten vier Teams spielen in den Play-downs um den Klassenerhalt. Zur Saison 2009/2010 wurde nach den guten Erfahrungen mit der NBBL nach dessen Vorbild die Jugend-Basketball-Bundesliga (JBBL, männlich U16) sowie die Weibliche Nachwuchs-Basketball-Bundesliga (WNBL, weiblich U17) eingeführt. 2011 wurde eine Nachwuchsförderrichtlinie entwickelt, laut der die Teilnahme an der NBBL zwingende Grundvoraussetzung für eine BBL-Lizenz ist. Zur Saison 2019/20 wurde erstmals der Modus angepasst. Gleichzeitig war es die erste Saison seit Bestehen der Liga, in der in Folge der COVID-19-Pandemie in Deutschland kein deutscher Meister ermittelt werden konnte. Auch die Folgesaison wurde zunächst im November 2020 vorübergehend und am 31. März 2021 endgültig vorzeitig beendet. Als Ausgleich kündigte man für den Sommer 2021 eine Sommerliga an, in der auch im 3×3-Basketball gespielt werde. Außerdem werde es ab der Saison 2021/22 zusätzlich zum Ligabetrieb einen Pokalwettbewerb geben.

## Organisation

### Grundsätze
Um das Ziel der Jugendförderung zu gewährleisten, können die Teams Spielgemeinschaften bilden und Spieler aus dritten Vereinen einsetzen. Im ersten Jahr hat sich gezeigt, dass dies in den einzelnen regionalen Gruppen unterschiedlich gut gelingt. Da die NBBL lediglich additiv ist, nehmen die Spieler je nach ihrem Leistungsstand zusätzlich am normalen Ligabetrieb teil. Die Spanne reicht hier von Jugendligen bis hin zu vereinzelten Erstligaeinsätzen. Um schulische Nachteile der Spieler und Terminkollisionen mit anderen Ligen zu vermeiden, sollen die Spiele der NBBL grundsätzlich sonntags zwischen 13:00 und 15:00 Uhr stattfinden.

### Gremien
Geschäftsführer der Betriebsgesellschaft ist Uwe Albersmeyer. Dem Geschäftsführer steht ein Ligaausschuss beratend zur Seite. Er befasst sich in erster Linie mit der sportlichen Abwicklung und Weiterentwicklung. Die Partner des Gemeinschaftsprojektes entsenden Mitglieder in den Ligaausschuss. Dies sind drei Vertretern des Deutschen Basketball Bundes, ein Vertreter der Basketball-Bundesliga und ein Vertreter der zweiten Bundesliga. Ein weiterer Platz ist einer „herausragenden Persönlichkeit des deutschen Basketballs“ vorbehalten. Dies ist seit Ligagründung Henning Harnisch. Der DBB-Vizepräsidenten für Jugend übernimmt die Leitung des Ausschusses.

## Spielbetrieb

### Spielmodus

#### Von 2007 bis 2019
Nominell spielten insgesamt 32 Mannschaften in vier nach geographischen Gesichtspunkten getrennten Gruppen, den Hauptrunden, an. Die Zuordnung zu den Divisionen konnte sich von Saison zu Saison ändern, um die Fahrtwege zu minimieren. Auf die Zugehörigkeit zu Landesverbänden und die Grenzen der Bundesländer wurde dabei keine Rücksicht genommen. Teilnahmeberechtigt für eine Spielzeit waren alle Mannschaften, die in der Vorsaison die Play-offs erreicht und nicht die zweite Runde der Play-downs verloren hatten. Um die übrigen Gruppenplätze aufzufüllen, wurde vor jeder NBBL-Saison eine Qualifikation gespielt. Einen sportlichen Abstieg im engeren Sinne gab es nicht, da der NBBL keine Liga untergeordnet ist. Weil die Mannschaften der Basketball-Bundesliga durch die Nachwuchsförderrichtlinie gezwungen waren, eine NBBL-Mannschaft zu stellen, konnten die Hauptrunden durch eine Wildcard-Regelung auf je neun Mannschaften aufgestockt werden. So spielten in der letzten Saison mit diesem Modus 35 Teams in den Hauptrunden.
Während der Hauptrunde traten alle Mannschaften einer Hauptrunde in Hin- und Rückspielen gegeneinander an. Die vier bestplatzierten Teams jeder Gruppe qualifizierten sich für die Play-offs und automatisch für die darauffolgende NBBL-Saison. Die Teams, die auf den Plätzen 5 bis 8 nach Ende der Hauptrunde standen, spielten in den Play-downs. Spielten in einer Division aufgrund einer Wildcard 9 statt 8 Teams, verlor der Divisionsletzte zusätzlich unmittelbar das Teilnahmerecht an der Folgesaison.
An den Play-offs nahmen die jeweils vier besten Teams der Divisionen teil. Die ersten beiden Runden (Achtel- und Viertelfinale) wurden im Modus Best-of-Three ausgetragen. Heimrecht in Spiel 1 und 3 hat die Mannschaft mit dem besseren Tabellenplatz in der Hauptrunde. Es spielten die Hauptrunden Süd und Mitte die Play-offs-Süd sowie die Hauptrunden Nord und West die Play-offs-Nord. Der Modus gewährleistete, dass der Meister einer Division nicht bereits in der zweiten Runde auf den Zweiten der eigenen Division oder den Meister der anderen Division traf. Ab dem Halbfinale traten die beiden jeweils besten Teams des Nordens und des Südens in einem Top4-Turnier gegeneinander an, um den Meister zu ermitteln. Dort wurden in zwei Halbfinalspielen die Finalmannschaften ermittelt, die anschließend in einem Finalspiel um die deutsche Meisterschaft spielten.
An den Play-downs nahmen die Teams der unteren Tabellenhälfte teil. Alle Runden wurden in Modus Best-of-Three ausgetragen. Die Gewinner der ersten Play-down-Runde haben sich für die Folgesaison qualifiziert, während die Verlierer in einer zweiten Runde erneut gegeneinander antreten mussten. Die Gewinner der zweiten Runde qualifizierten sich ebenfalls für die Folgesaison, während die vier Verlierer in der Qualifikation für die nächste Saison antreten mussten.
Der Spielmodus war (bis auf die Anzahl der teilnehmenden Mannschaften) seit der Saison 2007/08 unverändert. Nur in der Premierensaison 2006/07 wurde statt den Play-downs eine größere Play-off-Runde, an der alle Mannschaften teilnahmen, in Hin- und Rückspiel ausgespielt.

#### Seit 2019
Zur Saison 2019/20 wurde der Spielmodus der NBBL zum ersten Mal grundlegend reformiert. Statt vier gleichberechtigten Hauptrunden gibt es nun zwei Hauptrundengruppen A (in den Aufteilungen „Nord“ und „Süd“) mit je acht Teams und vier Hauptrundengruppen B (in den Aufteilungen „Nord-West“, „Nord-Ost“, „Süd-West“ & „Süd-Ost“) mit je sechs Teams. Somit spielen nun konstant 40 Mannschaften in der NBBL, Wildcards solle es nicht mehr geben. Die Zusammensetzung der Gruppen in der ersten Saison nach der Reform basiert auf dem Abschneiden der Mannschaften in der Saison 2018/19: Die Play-off-Teilnehmer dieser Saison bilden die Hauptrunde A, während die Mannschaften, die sich sportlich für die NBBL (entweder über ein Qualifikationsturnier oder über den „Nicht-Abstieg“ in der Vorsaison) qualifizieren, in der Hauptrunde B antreten.
In der Hauptrunde A wird zunächst eine Hauptrunde im Ligasystem gespielt. Die sechs bestplatzierten Mannschaften jeder Gruppe spielen anschließend Play-offs, während die Saison für die Gruppenletzten und -vorletzten vorbei ist. Diese vier Mannschaften treten in der Folgesaison in der Hauptrunde B an.
In der Hauptrunde B wird ebenfalls zunächst eine Hauptrunde gespielt. Die beiden bestplatzierten Teams jeder Gruppe treten in einer Aufstiegsrunde (aufgeteilt in „Nord“ und „Süd“) gegeneinander an. Die vier Mannschaften auf Platz 1 und 2 der Aufstiegsrunden treten in den Play-offs an und haben sich für die Folgesaison das Teilnahmerecht für die Hauptrunde A verdient. Die vier anderen Teams der Aufstiegsrunde haben sich einen Startplatz in der Hauptrunde B gesichert. Die 16 anderen Mannschaften der Hauptrunde B müssen in einer Abstiegsrunde gegeneinander antreten. Für die Abstiegsrunde werden die Mannschaften in zwei Gruppen „Nord“ und „Süd“ aufgeteilt, in denen die Mannschaften erneut im Modus „jeder gegen jeden“ antreten. Die besten sechs Mannschaften jeder Gruppe sichern sich das Teilnahmerecht in der Hauptrunde B in der Folgesaison, während die zwei schlechtestplatzierten Mannschaften jeder Gruppe in der Folgesaison sich erneut über ein Qualifikationsturnier für die NBBL qualifizieren müssen.
Die Play-offs werden wie im alten Ausrichtungsmodus im Modus Best-of-Three ausgetragen. Die vier besten Mannschaften spielen anschließend im Top4-Turnier um die deutsche Meisterschaft.

Gruppeneinteilung zur Saison 2024/25
| Hauptrunde A (Nord)            | Spiele | Siege | Niederlagen | Punkte | Hauptrunde A (Süd)                        | Spiele | Siege | Niederlagen | Punkte |
| ------------------------------ | ------ | ----- | ----------- | ------ | ----------------------------------------- | ------ | ----- | ----------- | ------ |
| ALBA Berlin                    | 14     | 13    | 1           | 26     | FC Bayern München Basketball              | 14     | 12    | 2           | 24     |
| Baskets Juniors Oldenburg      | 14     | 10    | 4           | 20     | Eintracht Frankfurt / Skyliners Frankfurt | 14     | 11    | 3           | 22     |
| Gartenzaun24 Baskets Paderborn | 14     | 7     | 7           | 14     | KICKZ IBAM                                | 14     | 8     | 6           | 16     |
| Bayer Giants Leverkusen        | 14     | 7     | 7           | 14     | Porsche BBA Ludwigsburg                   | 14     | 7     | 7           | 14     |
| Berlin Braves Baskets          | 14     | 7     | 7           | 14     | Nürnberg Falcons                          | 14     | 6     | 8           | 12     |
| UBC Münster                    | 14     | 6     | 8           | 12     | Team Urspring                             | 14     | 6     | 8           | 12     |
| Sartorius Juniors              | 14     | 6     | 8           | 12     | Niners Chemnitz Academy                   | 14     | 4     | 10          | 8      |
| YOUNG RASTA DRAGONS            | 14     | 0     | 14          | 0      | Science City Jena                         | 14     | 2     | 12          | 4      |

#### Gruppeneinteilung zur Saison 2022/23
| Hauptrunde A (Nord)               | Hauptrunde A (Nord)       | Hauptrunde A (Süd)                         | Hauptrunde A (Süd)                         |
| --------------------------------- | ------------------------- | ------------------------------------------ | ------------------------------------------ |
| ALBA Berlin                       | ALBA Berlin               | Eintracht Frankfurt / Skyliners Frankfurt  | Eintracht Frankfurt / Skyliners Frankfurt  |
| ART Giants Düsseldorf             | ART Giants Düsseldorf     | FC Bayern München Basketball               | FC Bayern München Basketball               |
| Bayer Giants Leverkusen           | Bayer Giants Leverkusen   | KICKZ IBAM                                 | KICKZ IBAM                                 |
| Berlin Braves Baskets             | Berlin Braves Baskets     | Medipolis SC Jena                          | Medipolis SC Jena                          |
| Hamburg Towers                    | Hamburg Towers            | Porsche BBA Ludwigsburg                    | Porsche BBA Ludwigsburg                    |
| UBC Münster                       | UBC Münster               | Team Urspring                              | Team Urspring                              |
| Uni Baskets Paderborn             | Uni Baskets Paderborn     | TORNADOS FRANKEN                           | TORNADOS FRANKEN                           |
| YOUNG RASTA DRAGONS               | YOUNG RASTA DRAGONS       | Tröster Breitengüßbach / freakcity academy | Tröster Breitengüßbach / freakcity academy |
| Hauptrunde B (Ost)                | Hauptrunde B (Nord)       | Hauptrunde B (Süd)                         | Hauptrunde B (West)                        |
| Basketball Löwen Erfurt           | Baskets Juniors Oldenburg | OrangeAcademy                              | RheinStars Köln                            |
| Dresden Titans                    | BBA Hagen                 | HAKRO Merlins Crailsheim                   | ROTH Energie BBA GIESSEN 46ers             |
| Mitteldeutsche Basketball Academy | Eisbären Bremerhaven      | ratiopharm Ulm                             | Team Bonn/Rhöndorf                         |
| Niners Chemnitz Academy           | Metropol Baskets Ruhr     | TS Jahn München                            | Team Südhessen                             |
| Sartorius Juniors                 | Phoenix Hagen             | Vfl Kirchheim Knights                      | USC Heidelberg                             |
| SG Junior Löwen Braunschweig      | Rostock Seawolves Juniors | Würzburg Baskets Akademie                  | Young Gladiators Trier                     |

### NBBL ALLSTAR Game
Zusätzlich zum normalen Ligenbetrieb wird auch ein NBBL ALLSTAR Game veranstaltet. Während bei der ersten Ausgabe des Spiels 2007 eine NBBL-Auswahl gegen die deutsche U20-Basketballnationalmannschaft antrat, spielt seitdem eine Nord- gegen eine Südauswahl. Seit 2008 findet das Spiel im Vorprogramm des BBL All-Star Games statt. Im Anschluss wird der MVP des Spiels gekürt. Bisher konnte die Südauswahl 9 von 12 Begegnungen für sich entscheiden. Im Jahr 2020 fand kein ALLSTAR Game statt, da die Basketball-Bundesliga auf die Austragung ihres Spiels verzichtete.
| Datum      | Ort         | Halle              | Nord - Süd | NBBL-All-Star Game MVP     |
| ---------- | ----------- | ------------------ | ---------- | -------------------------- |
| 23.03.2019 | Trier       | Arena Trier        | 67 : 92    | Ariel Hukporti             |
| 13.01.2018 | Göttingen   | Lokhalle Göttingen | 88 : 79    | Hendrik Drescher           |
| 14.01.2017 | Bonn        | Telekom Dome       | 85 : 90    | Arnoldas Kulboka           |
| 09.01.2016 | Bamberg     | Brose Arena        | 86 : 93    | Leon Kratzer               |
| 10.01.2015 | Neu-Ulm     | ratiopharm Arena   | 67 : 63    | Haris Hujic                |
| 18.01.2014 | Bonn        | Telekom Dome       | 55 : 66    | Maximilian Ugrai           |
| 19.01.2013 | Nürnberg    | Arena Nürnberg     | 46 : 67    | Kenneth Ogbe               |
| 21.01.2012 | Ludwigsburg | Arena Ludwigsburg  | 51 : 58    | Paul Zipser                |
| 22.01.2011 | Trier       | Arena Trier        | 60 : 64    | Philipp Neumann            |
| 23.01.2010 | Bonn        | Telekom Dome       | 68 : 72    | Patrick Heckmann           |
| 17.01.2009 | Mannheim    | SAP-Arena          | 52 : 50    | Jonas Wohlfarth-Bottermann |
| 19.01.2008 | Mannheim    | SAP-Arena          | 47 : 65    | Elias Harris               |
| Datum      | Ort         | Halle              | NBBL - U20 | MVP                        |
| 27.01.2007 | Köln        | Kölnarena          | 47 : 48    | Elias Harris               |

### NBBL-TOP4-Finalturnier
| Saison  | Ort               | TOP4-Finalisten                           | TOP4-Finalisten           | TOP4-Finalisten                           | TOP4-Finalisten            | Deutscher Meister          |
| ------- | ----------------- | ----------------------------------------- | ------------------------- | ----------------------------------------- | -------------------------- | -------------------------- |
|         |                   | Viertelfinalsieger Nord                   | Viertelfinalsieger Nord   | Viertelfinalsieger Süd                    | Viertelfinalsieger Süd     |                            |
| 2006/07 | Paderborn         | SG Bonn / Rhöndorf                        | Phoenix Hagen             | Team Urspring                             | TSV Tröster Breitengüßbach | Team Urspring              |
| 2007/08 | Langen            | SG Bonn / Rhöndorf                        | Alba Berlin               | Team Urspring                             | TSV Tröster Breitengüßbach | Team Urspring              |
| 2008/09 | Berlin            | Alba Berlin                               | Paderborn Baskets         | Team Urspring                             | TSV Tröster Breitengüßbach | Alba Berlin                |
| 2009/10 | Bamberg           | Paderborn Baskets                         | Alba Berlin               | Team Alba Urspring                        | Franken Hexer              | Team Alba Urspring         |
| 2010/11 | Ludwigsburg       | Junior Phantoms Braunschweig/Wolfenbüttel | Paderborn Baskets         | Team Alba Urspring                        | TSV Tröster Breitengüßbach | Team Alba Urspring         |
| 2011/12 | Hagen             | Phoenix Hagen Juniors                     | Eisbären Bremerhaven      | Team Alba Urspring                        | TSV Tröster Breitengüßbach | TSV Tröster Breitengüßbach |
| 2012/13 | Bamberg           | Internationale Basketballakademie Berlin  | Phoenix Hagen Juniors     | TSV Tröster Breitengüßbach                | Cybex Urspring             | Cybex Urspring             |
| 2013/14 | Quakenbrück       | Paderborn Baskets                         | Alba Berlin               | Cybex Urspring                            | Schoder Junior Giraffen    | Alba Berlin                |
| 2014/15 | Hagen             | Phoenix Hagen                             | Alba Berlin               | FC Bayern München                         | Eintracht Frankfurt        | FC Bayern München          |
| 2015/16 | Ulm               | Young Dragons                             | Ratiopharm Akademie       | Alba Berlin                               | TSV Tröster Breitengüßbach | TSV Breitengüßbach         |
| 2016/17 | Frankfurt am Main | Alba Berlin                               | Young Rasta Dragons       | Internationale Basketballakademie München | FC Bayern München          | FC Bayern München          |
| 2017/18 | Quakenbrück       | Young Rasta Dragons                       | Alba Berlin               | FC Bayern München                         | Ratiopharm Ulm             | Alba Berlin                |
| 2018/19 | Jena              | AB Baskets                                | Alba Berlin               | TSV Tröster Breitengüßbach                | FC Bayern München          | FC Bayern München          |
| 2019/20 | Ludwigsburg       | ausgefallen                               | ausgefallen               | ausgefallen                               | ausgefallen                | ausgefallen                |
| 2020/21 | ausgefallen       | ausgefallen                               | ausgefallen               | ausgefallen                               | ausgefallen                | ausgefallen                |
| 2021/22 | Frankfurt am Main | Young Rasta Dragons                       | Alba Berlin               | FC Bayern München                         | Ratiopharm Ulm             | Alba Berlin                |
| 2022/23 | Frankfurt am Main | Young Rasta Dragons                       | Alba Berlin               | FC Bayern München                         | Team Urspring              | Alba Berlin                |
| 2023/24 | Berlin            | Young Rasta Dragons                       | Baskets Juniors Oldenburg | FC Bayern München                         | Porsche BBA Ludwigsburg    | Young Rasta Dragons        |
| 2024/25 | Berlin            | Alba Berlin                               | RASTA Academy             | FC Bayern München                         | Ratiopharm Ulm             | FC Bayern München          |

| Rang | Team                                      | Siege | TOP4-Teilnahmen |
| ---- | ----------------------------------------- | ----- | --------------- |
| 1    | Alba Berlin                               | 5     | 13              |
| 2    | Team Urspring                             | 5     | 9               |
| 3    | FC Bayern München                         | 4     | 8               |
| 4    | TSV Tröster Breitengüßbach                | 2     | 8               |
| 5    | Young Rasta Dragons                       | 1     | 7               |
| 6    | Paderborn Baskets                         | –     | 4               |
|      | Phoenix Hagen                             | –     | 4               |
| 8    | SG Bonn / Rhöndorf                        | –     | 2               |
|      | Ratiopharm Akademie/Ulm                   | –     | 4               |
| 10   | Franken Hexer                             | –     | 1               |
|      | Junior Phantoms Braunschweig/Wolfenbüttel | –     | 1               |
|      | Eisbären Bremerhaven                      | –     | 1               |
|      | Eintracht Frankfurt                       | –     | 1               |
|      | Internationale Basketballakademie Berlin  | –     | 1               |
|      | Schoder Junior Giraffen                   | –     | 1               |
|      | Internationale Basketballakademie München | –     | 1               |
|      | AB Baskets                                | –     | 1               |
|      | Baskets Juniors Oldenburg                 | –     | 1               |
|      | Porsche BBA Ludwigsburg                   | –     | 1               |

## Auszeichnungen
Seit Bestehen der NBBL werden am Ende der Saison der MVP, der Trainer des Jahres, der beste Verteidiger, der Rookie des Jahres (Roland-Geggus-Award) sowie seit 2014 der MVP der TOP4 ausgezeichnet.
| Saison  | MVP                                                                     | Trainer des Jahres                                                      | Bester Verteidiger                                                      | Rookie des Jahres                                                       | MVP der TOP4                                                            |
| ------- | ----------------------------------------------------------------------- | ----------------------------------------------------------------------- | ----------------------------------------------------------------------- | ----------------------------------------------------------------------- | ----------------------------------------------------------------------- |
| 2006/07 | Philipp Schwethelm                                                      | Zoran Kukic                                                             | Mathias Perl                                                            | Niels Giffey                                                            | –                                                                       |
| 2007/08 | Christian Standhardinger                                                | Jürgen Barth                                                            | Mathias Perl                                                            | Kevin Bright                                                            | –                                                                       |
| 2008/09 | Maik Zirbes                                                             | Henrik Rödl                                                             | Jonas Wohlfarth-Bottermann                                              | Alexander Blessig                                                       | –                                                                       |
| 2009/10 | Patrick Heckmann                                                        | Henrik Rödl                                                             | Philipp Neumann                                                         | Besnik Bekteshi                                                         | –                                                                       |
| 2010/11 | Daniel Theis                                                            | Hakim Attia                                                             | Besnik Bekteshi                                                         | Mauricio Marin                                                          | –                                                                       |
| 2011/12 | Till Gloger                                                             | Hamed Attarbashi                                                        | Besnik Bekteshi                                                         | İsmet Akpınar                                                           | –                                                                       |
| 2012/13 | Sören Fritze                                                            | Falk Möller                                                             | Daniel Mayr                                                             | Jan Niklas Wimberg                                                      | –                                                                       |
| 2013/14 | İsmet Akpınar                                                           | Fabian Villmeter                                                        | Daniel Mayr                                                             | Niklas Kiel                                                             | İsmet Akpınar                                                           |
| 2014/15 | Haris Hujic                                                             | Oliver Kostic                                                           | Jannes Hundt                                                            | Isaiah Hartenstein                                                      | Richard Freudenberg                                                     |
| 2015/16 | Leon Kratzer                                                            | Daniel Jansson                                                          | Karim Jallow                                                            | Philipp Herkenhoff                                                      | Tibor Taraš                                                             |
| 2016/17 | Oscar Da Silva                                                          | Konstantin Lwowsky                                                      | Oscar Da Silva                                                          | Jonas Mattisseck                                                        | Nelson Weidemann                                                        |
| 2017/18 | Jonas Mattisseck                                                        | Josef Dulibic                                                           | Jonas Mattisseck                                                        | Franz Wagner                                                            | Franz Wagner                                                            |
| 2018/19 | Joshua Obiesie                                                          | Stephan McCollister                                                     | Radii Caisin                                                            | Ariel Hukporti                                                          | Ariel Hukporti                                                          |
| 2019/20 | Ariel Hukporti                                                          | David Gale                                                              | Ariel Hukporti                                                          | Peter Hemschemeier                                                      | Bruno Vrcic                                                             |
| 2020/21 | Saison aufgrund der COVID 19-Pandemie abgebrochen/Keine Awards vergeben | Saison aufgrund der COVID 19-Pandemie abgebrochen/Keine Awards vergeben | Saison aufgrund der COVID 19-Pandemie abgebrochen/Keine Awards vergeben | Saison aufgrund der COVID 19-Pandemie abgebrochen/Keine Awards vergeben | Saison aufgrund der COVID 19-Pandemie abgebrochen/Keine Awards vergeben |
| 2021/22 | Benjamin Schröder                                                       | David McCray                                                            | Maxwell Dongmo Temoka                                                   | Johann Grünloh                                                          | Marc-Christoph Tilly                                                    |
| 2022/23 | Rikus Schulte                                                           | Oliver Heptner                                                          | Johann Grünloh                                                          | Jack Kayil                                                              | Rikus Schulte                                                           |
| 2023/24 | Hannes Steinbach                                                        | Kheeryoung Rhee                                                         | Lukas Modic                                                             | Kenan Reinhart                                                          | Jack Kayil                                                              |
| 2024/25 | Ivan Crnjac                                                             | Florian Flabb                                                           |                                                                         | Jamie Edoka                                                             |                                                                         |

## Bekannte ehemalige Spieler der NBBL
- Robin Benzing
- Niels Giffey
- Per Günther
- Elias Harris
- Mathis Mönninghoff
- Philipp Neumann
- Tim Ohlbrecht
- Tibor Pleiß
- Dennis Schröder
- Philipp Schwethelm
- Daniel Theis
- Paul Zipser
- Maik Zirbes
- Franz Wagner
- Moritz Wagner

## Rezeption
Die Erschaffung der NBBL als professioneller Jugendbetrieb im deutschen Basketball wird von Kommentatoren äußerst positiv wahrgenommen. So bemerkte Basketballtrainer und Fernsehkommentator Stefan Koch 2018 deutliche Steigerungen im Jugendbereich, die er auf die NBBL zurückführte. Bundestrainer Henrik Rödl, der einige Jahre in der NBBL als Trainer tätig war, notierte außerdem Fortschritte bei den Jugendtrainern. Insbesondere der deutlich höhere Grad der Professionalisierung im Vergleich zu früheren Strukturen habe die Entwicklungsmöglichkeiten junger Spieler verbessert.
Zur Saison 2020/2021 schloss die NBBL eine Partnerschaft mit dem Medienunternehmen sporttotal.tv. Diese Kooperation sicherte der Liga Live-Übertragungen ausgewählter Partien auf der Website von Sporttotal, auch die Vereine können diese Live-Streams auf ihren Kanälen einbinden. Ab der Spielzeit 2022/23 sollen auch die Spielstätten der Jugend-Basketball-Bundesliga mit Kameras ausgestattet werden, um auch das jüngere Pendant live streamen zu können.